# Magnolia calimaensis
Dugandiodendron  calimaense
Espèce
Synonymes
- Dugandiodendron  calimaense Lozano

Statut de conservation UICN

 CR B1ab(i,ii,iii,v) : 
En danger critique
Magnolia calimaensis est une espèce de plantes à fleurs de la famille des Magnoliacées. C'est un arbre endémique de Colombie.

## Description
C'est un arbre.

## Répartition et habitat
Cette espèce est présente dans une seule localité dans la municipalité de Buenaventura dans l'ouest du département de Valle del Cauca.